# Paška janjetina
Paška janjetina je svježe meso mlade janjadi, od istoimene autohtone pasmine ovaca (paške ovce) koje se uzgajaju isključivo na otoku Pagu.
Ubraja se u hrvatske autohtone proizvode. U lipnju 2015. godine upisana je u registar zaštićenih oznaka izvornosti i zaštićenih oznaka zemljopisnog podrijetla.
Specifičnog je okusa zbog prostora uzgajanja.